# Hohlgewebe
Hohlgewebe, auch Schlauchgewebe, gehören zu den Doppelgeweben, für deren Herstellung zwei Kettfadensysteme (Ober- und Unterkette) und zwei Schussfadensysteme (Ober- und Unterschuss) nötig sind.
Bei den Schlauchgeweben muss die Bindung des Unterschusses auf der Spulenumkehrseite an den vorhergehenden Oberschuss, auf der anderen Seite an den nachfolgenden Oberschuss fortlaufend anschließen. Aus diesem Grund kann die Fadenzahl von Hohlgeweben keine beliebige sein. Fadenzahl und Bindungsrapport müssen aufeinander abgestimmt sein. Leinwandbindige Schlauchgewebe müssen immer eine ungerade Kettfadenzahl aufweisen, um einen einwandfreien Übergang des Schusses von oben nach unten zu gewährleisten.
Hohlgewebe finden Verwendung für nahtlose Säcke, Schläuche, Dochte und Hohlbänder.